# Asociación Deportiva Municipal Turrialba
Maillots
L'Asociación Deportiva Municipal Turrialba est un club de football costaricien fondé en 1946.
Le club est sacré champion du Costa Rica de deuxième division en 1964, 1969, 1972 et 1974.

## Palmarès
- Champion du Costa Rica de D2
  - Champion : 1964, 1969, 1972 et 1974